# 蒂姆·斯帕爾夫
蒂姆·斯帕爾夫（瑞典語：Tim Sparv，1987年2月20日—）是一位芬蘭足球運動員，在場上的位置是防守型中場，效力於芬蘭足球俱樂部HJK赫爾辛基。他現在担任芬兰国家足球队队长。
斯帕尔夫出生于芬兰奥拉瓦伊斯市镇（现为沃罗市镇的一部分）。他于2009年首次代表芬兰参加国际比赛。他的家庭背景为芬兰瑞典族。
他也曾效力於英超球隊南安普敦。